# Kadi-Jurt
Kadi-Jurt (ros. Кади-Юрт) – wieś w Rosji, w Czeczenii, w rejonie gudermeskim. W 2010 liczyła 4355 mieszkańców.